# Manzini
Manzini [manˈzini] ist mit rund 110.000 Einwohnern (Stand 2005) die größte Stadt in Eswatini und sein wirtschaftliches Zentrum. Manzini ist der Verwaltungssitz der Manzini-Region.
Bis 1960 war Manzini als Bremersdorp bekannt, benannt nach einem Händler, der dort im Jahr 1887 ein Geschäft hatte. Von 1895 bis 1899 war der Ort das erste Verwaltungszentrum Eswatinis.

## Geographie
Manzini liegt im Mittelland (middleveld) und verfügte im Vorort Matsapha bis 2014 über den internationalen Flughafen des Landes, den Internationalen Flughafen Matsapha. Dort liegt auch das Industriegebiet. Zweimal wöchentlich findet ein Markt statt. Manzini ist mit Blick auf den Straßenverkehr das Drehkreuz des Landes.

## Verwaltungsgliederung
In Manzini gibt es die zwei Tinkhundla Manzini North und Manzini South, wobei Manzini North einen größeren Teil der Bevölkerung umfasst.

## Städtepartnerschaften
- Keighley (Vereinigtes Königreich)
- Ramales de la Victoria (Spanien)

## Söhne und Töchter der Stadt
- Mswati III. (* 1968), König von Eswatini
- Bongani Khumalo (* 1987), südafrikanischer Fußballspieler
- Mcebo Mkhaliphi (* 1995), Sprinter